# WT1190F
WT1190F, aussi connu comme 9U01FF6, UDA34A3 et UW8551D, est un objet non identifié, probablement un débris issu d'un objet créé par l'homme, d'une taille d'environ deux mètres et qui fut en orbite autour de la Terre à partir d'au moins juin 2009 et jusqu'à sa rentrée dans l'atmosphère de la Terre le vendredi 13 novembre 2015 à 6 h 19 UTC à environ 100 kilomètres au sud du Sri Lanka.